# Sušica (Valjevo)
Sušica (Valjevo) (em cirílico: Сушица) é uma vila da Sérvia localizada no município de Valjevo, pertencente ao distrito de Kolubara. A sua população era de 260 habitantes segundo o censo de 2011.

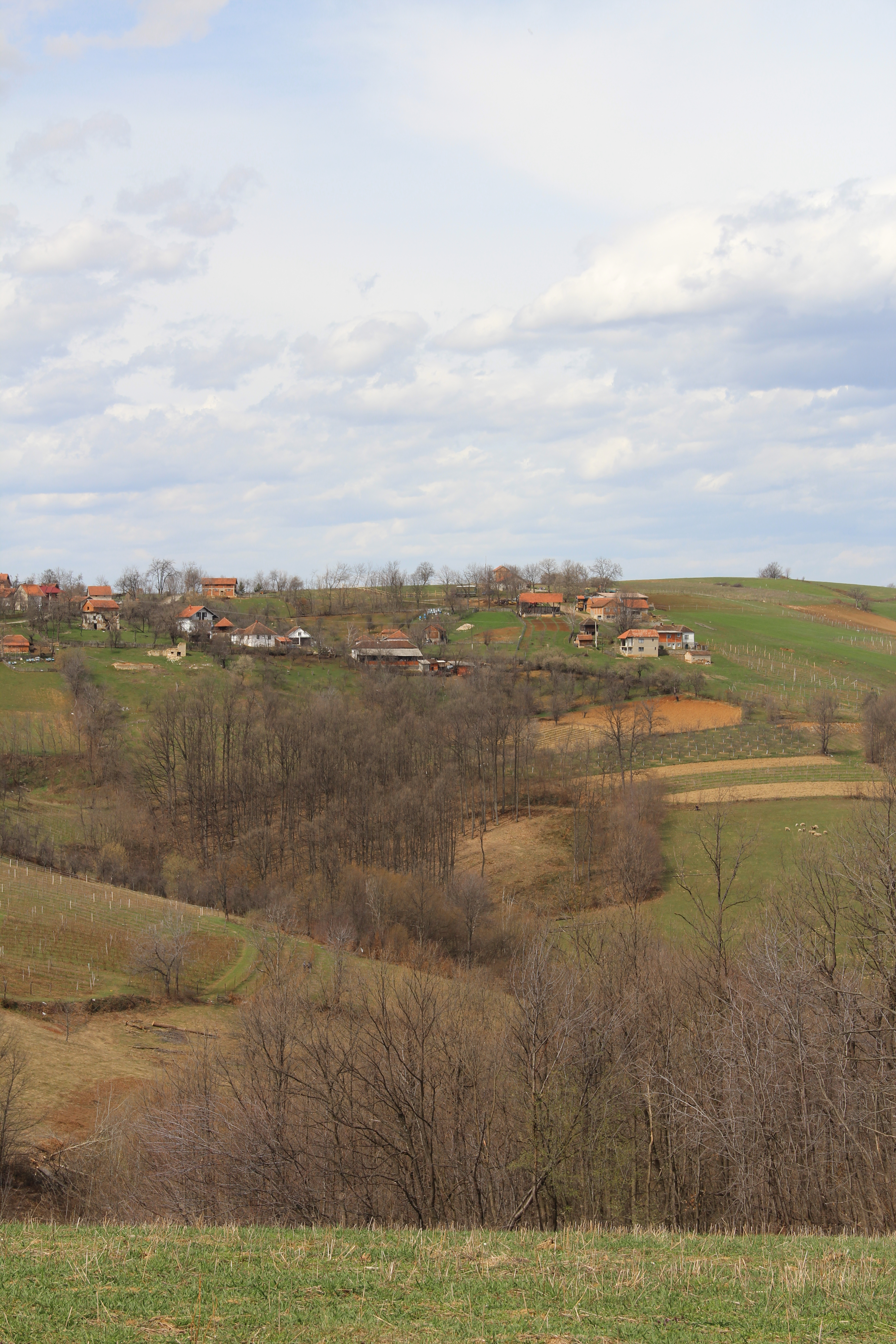
Sušica - Panorama
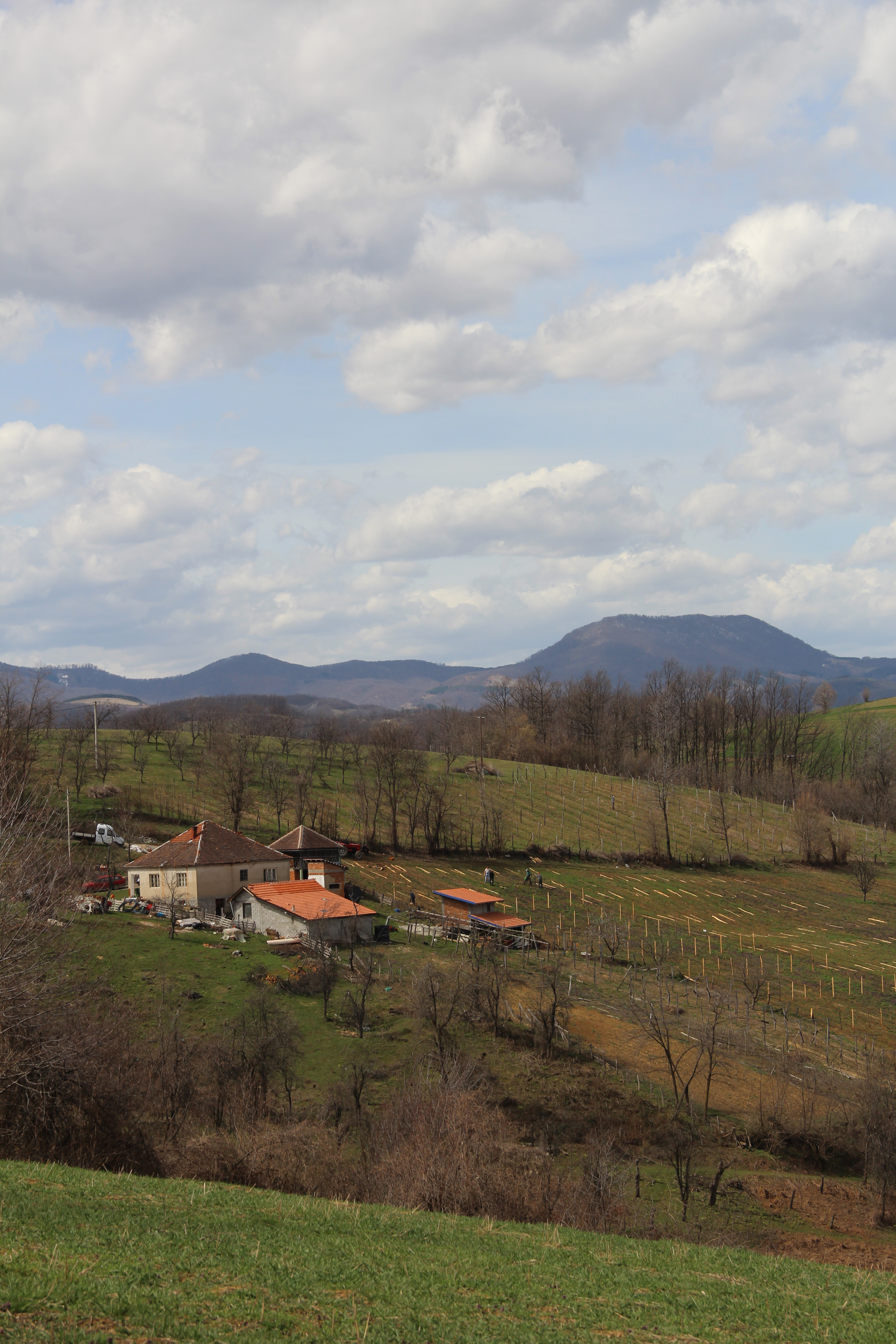
Sušica - Panorama
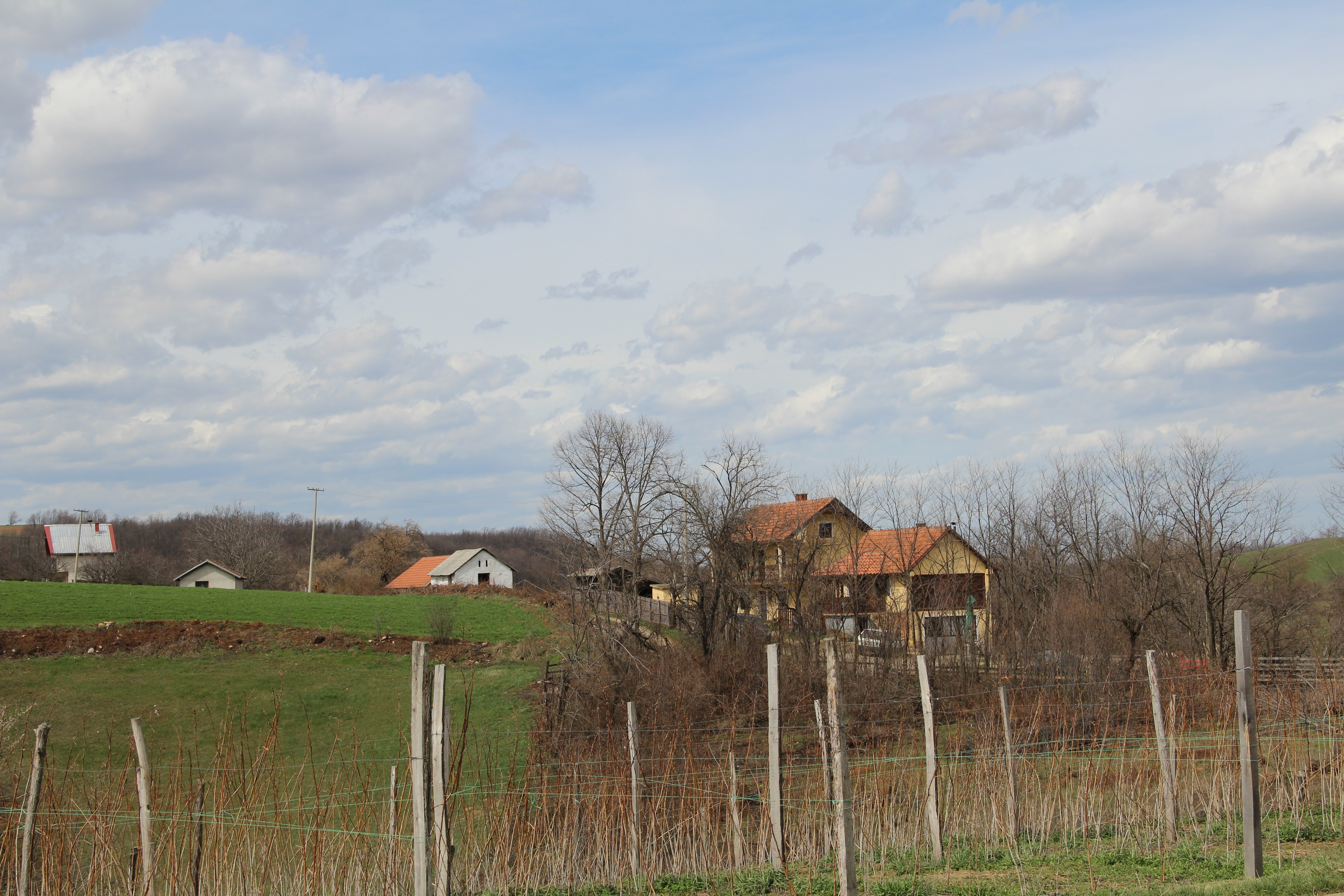
Sušica - Panorama
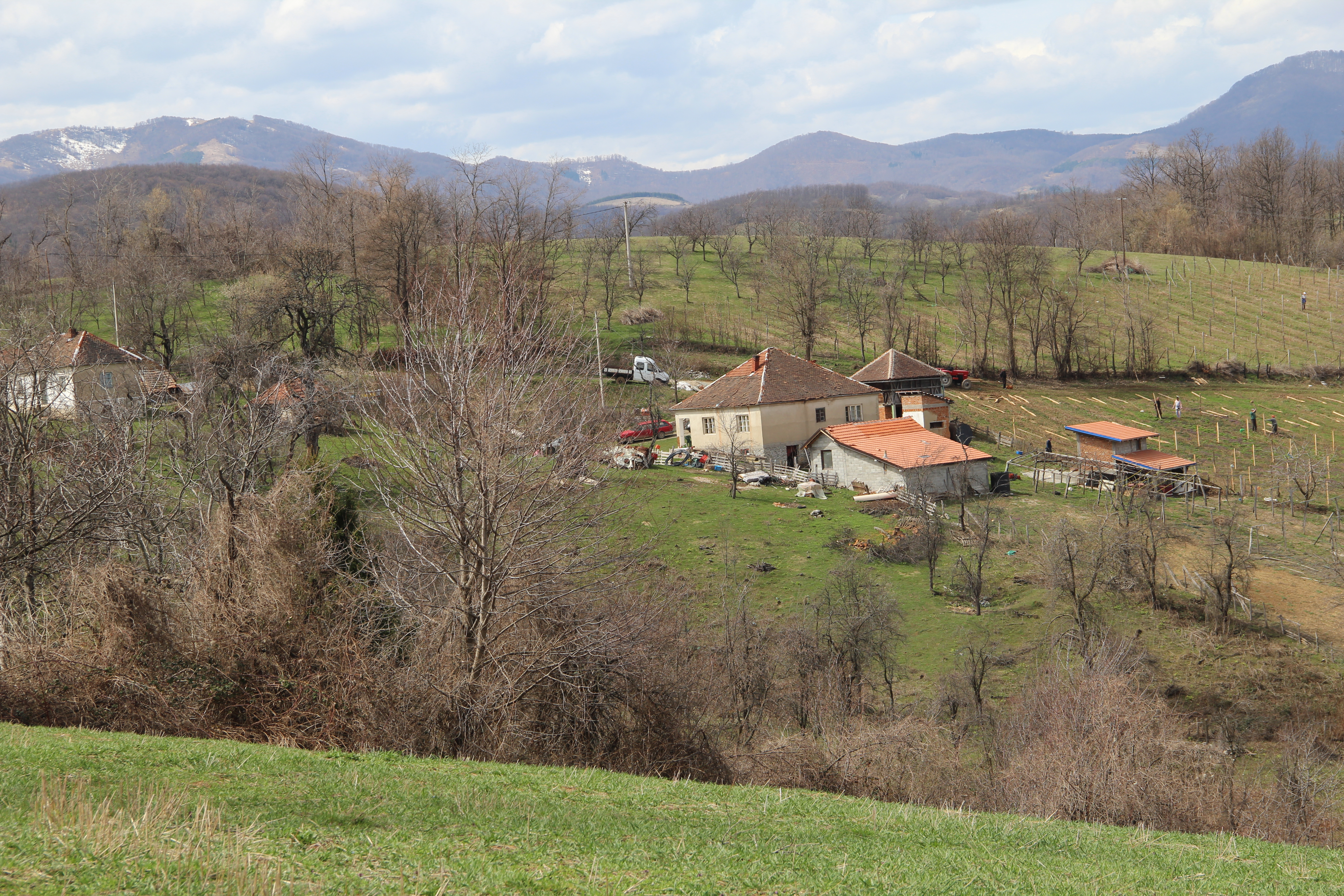
Sušica - Panorama
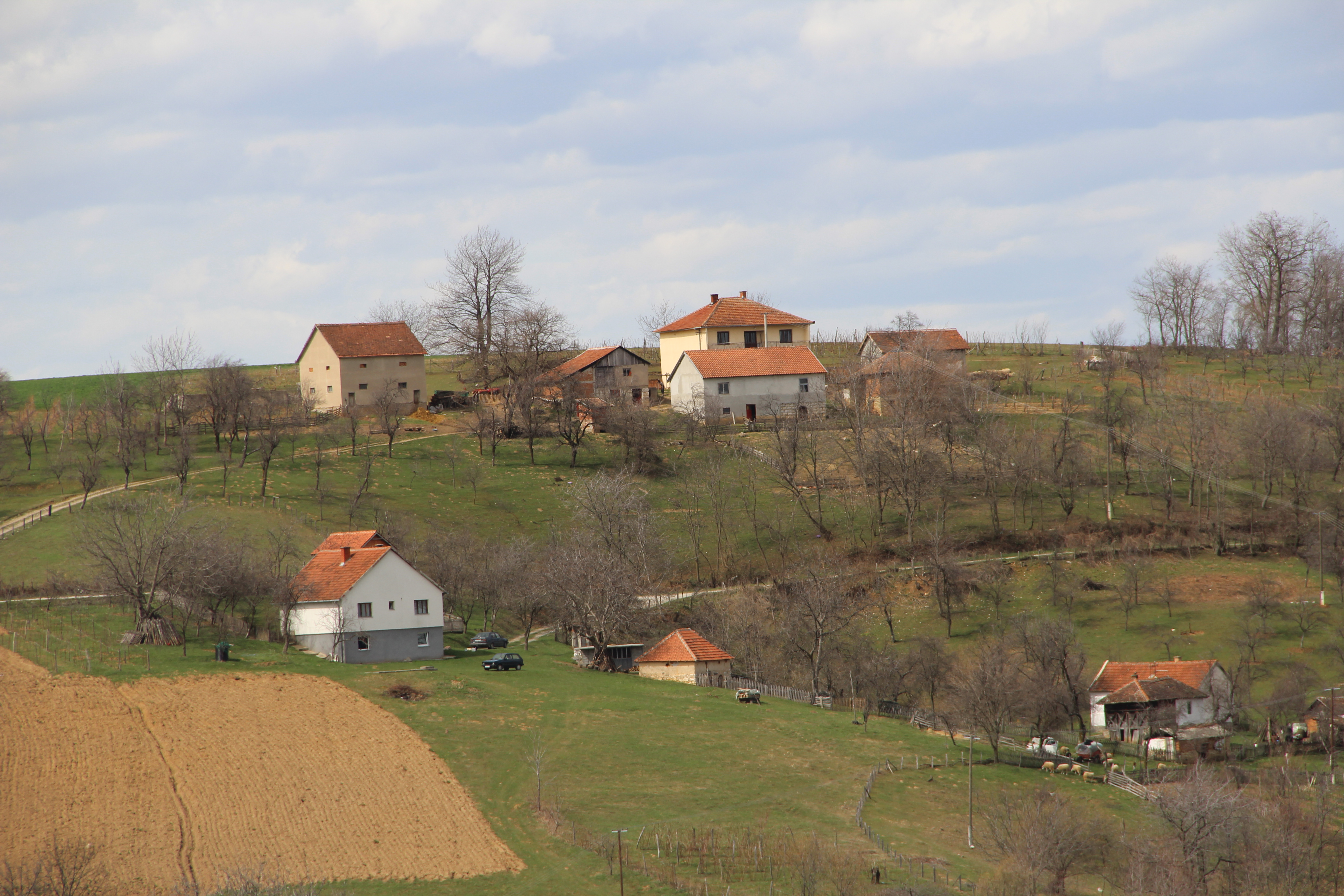
Sušica - Panorama
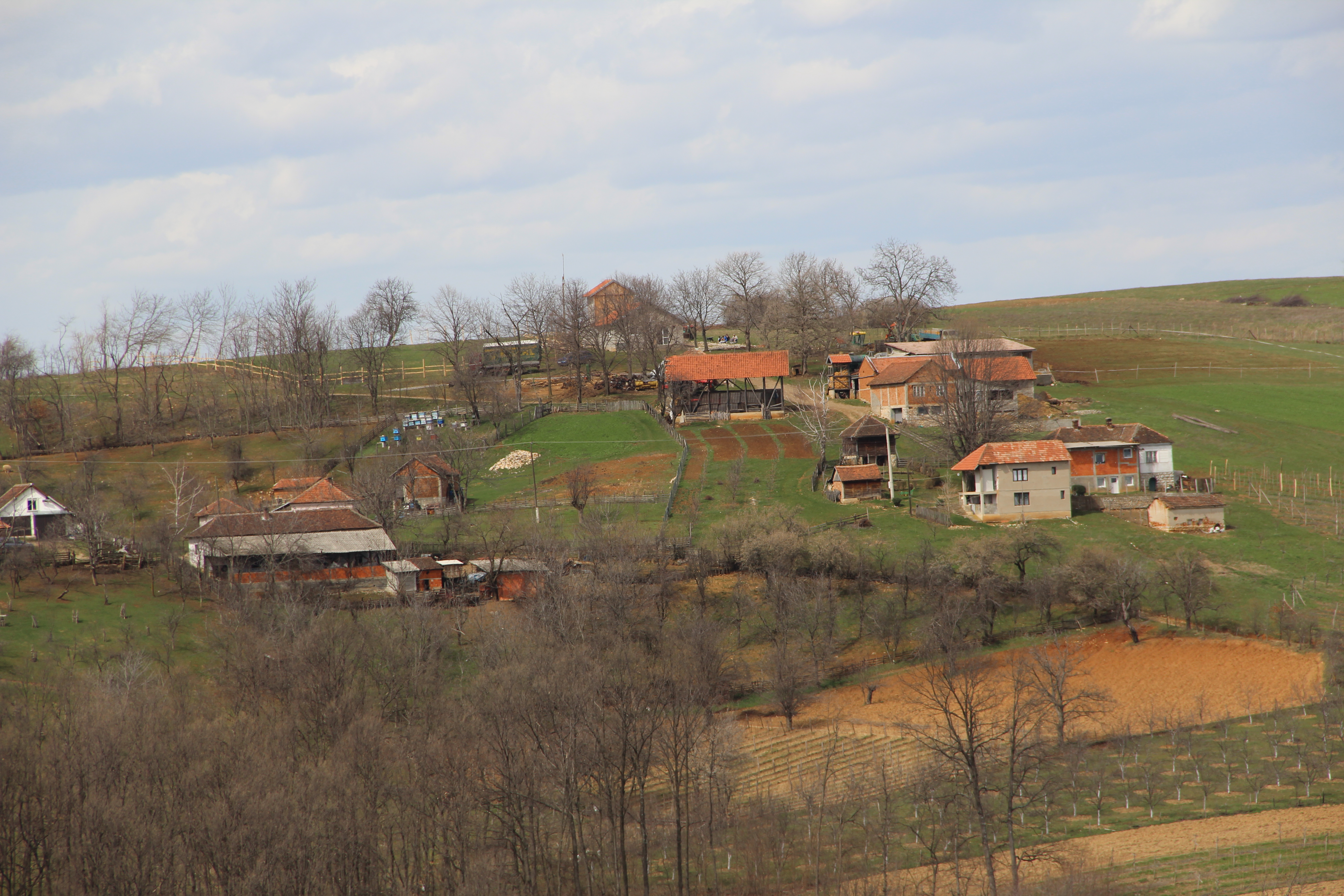
Sušica - Panorama

## Demografia
| 1948 | 1953 | 1961 | 1971 | 1981 | 1991 | 2002 | 2011 |
| ---- | ---- | ---- | ---- | ---- | ---- | ---- | ---- |
| 618  | 621  | 588  | 509  | 434  | 369  | 301  | 260  |